# Lecumberry
Lecumberry é uma comuna francesa na região administrativa da Nova Aquitânia, no departamento dos Pirenéus Atlânticos. Estende-se por uma área de 52 km². Em 2010 a comuna tinha 177 habitantes (densidade: 3,4 hab./km²).